# Phyllophaga minutissima
Phyllophaga minutissima är en skalbaggsart som beskrevs av Albert Burke Wolcott 1928. Phyllophaga minutissima ingår i släktet Phyllophaga och familjen Melolonthidae. Inga underarter finns listade i Catalogue of Life.